# Franciscus Verburch

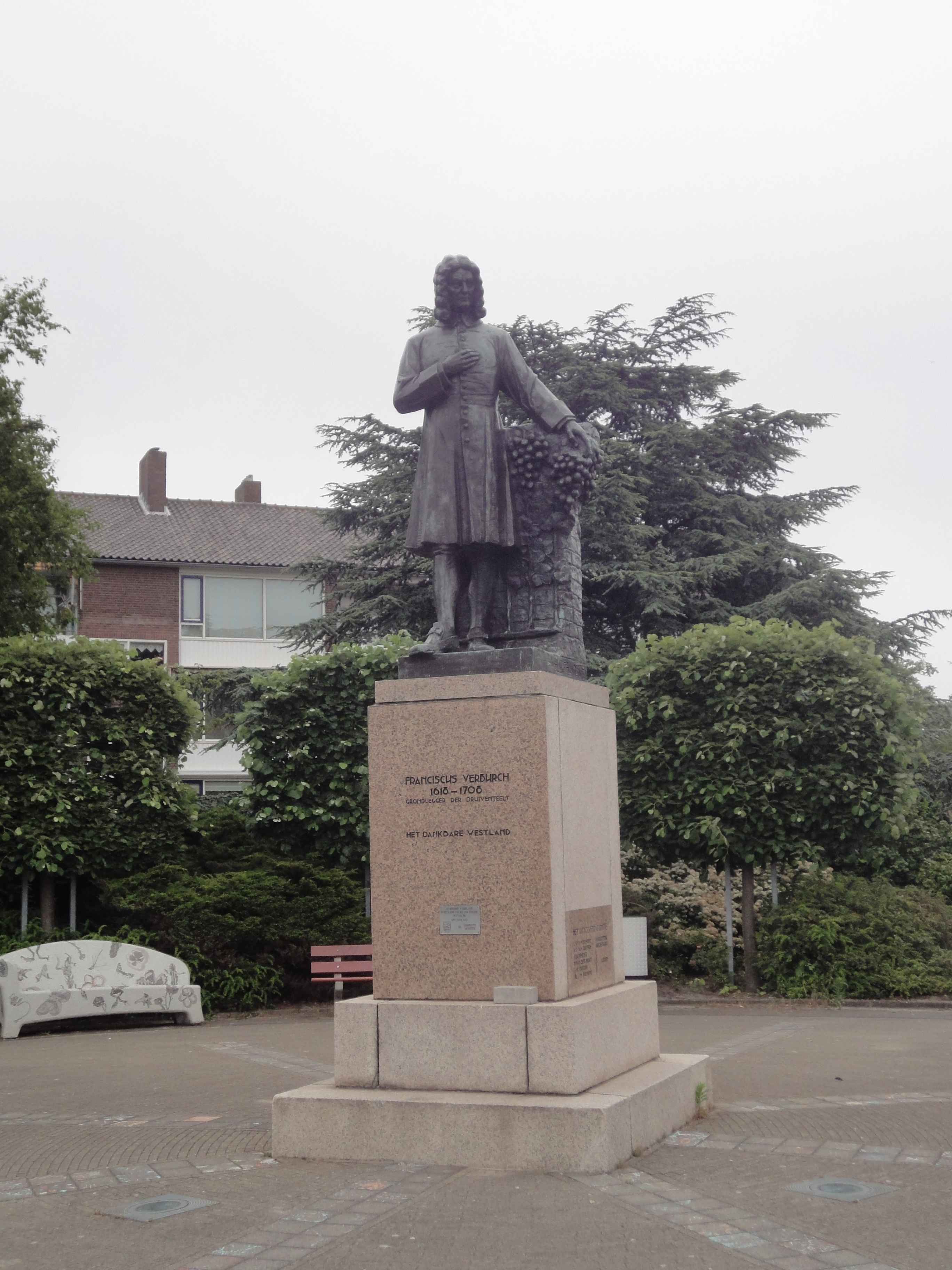
Standbeeld in Poeldijk

Franciscus Verburch (Berkel, 28 december 1616 - Poeldijk, 1 januari 1708) was een Nederlands pastoor die werd beschouwd als een van de grondleggers van de Westlandse druiventeelt.

## Biografie
Verburch studeerde in Emmerik op het college van de jezuïeten en in Keulen. Hij kreeg op 29 november 1646 de tonsuur en werd op 6 december tot priester gewijd. Op 28 december 1647 werd hij benoemd tot pastoor in het Westland. 
Na de Reformatie werd in het Westland de rooms-katholieke zielzorg waargenomen vanuit Delft en Den Haag. Verburchs aanstelling als pastoor betrof de dorpen Poeldijk, 's-Gravenzande, Honselersdijk, Loosduinen, Monster en Naaldwijk. Hij had Poeldijk als standplaats. Waarschijnlijk opereerde Verburch de eerste jaren vanuit wisselende plaatsen en bezocht hij als rondtrekkend zielzorger zijn parochianen en hun schuilkerkjes. Vanaf 1652 kon hij in Poeldijk over een woning met belendende schuurkerk beschikken. Vanaf 1662 werd zijn werk verlicht door de oprichting van een drietal nieuwe parochies in of nabij zijn ambtsgebied: Wateringen met Kwintsheul in 1662, Maasland in 1671, Loosduinen in 1688; in Wateringen werd zijn neef pastoor. In zijn laatste levensjaren kreeg hij Johan van Bijleveldt als assistent, deze volgde hem in 1708 op als pastoor. 
Waarschijnlijk ligt Verburch begraven in de kerk van Monster. In Poeldijk staat sinds 1931 een standbeeld ter nagedachtenis aan de 'druiven-pastoor' van de hand van August Falise. Er zijn straten naar hem genoemd in onder meer Poeldijk, Naaldwijk, Rijswijk (Zuid-Holland).